# 蛇王藤
蛇王藤（学名：Passiflora moluccana var. teysmanniana）是西番莲科西番莲属马来蛇王藤的变种。分布在老挝、越南、马来西亚以及中国大陆的海南、广西、广东等地，生长于海拔100米至1,000米的地区，常生于山谷灌丛中，目前尚未由人工引种栽培。

## 别名
两眼蛇、蛇眼藤、山水爪、黄豆树（广东）、海南西番莲属（经济植物手册）